# 케인 (빠샤메카드)
케인은 빠샤메카드, 빠샤메카드 S에 등장하는 캐릭터이다.

## 성격
자존심이 세며, 아이비, 초코, 캔디에게 착하게 대해 준다.

## 작중행적

### 빠샤메카드
20회 마지막에 타나토스를 테이밍한다.
24회에 아이비와 배틀을 해서 이기게 되고, 아이비에게 "아이비,이제 다시 얼굴 볼 일 없을거야.넌 도망쳐."라고 말하며 간다.

### 빠샤메카드 S
1화에서는 마이트의 메카니멀인 실프를 빼앗는다.
나중에는 그리폰과 스핑크스를 얻어 아이비와 최강의 메카니멀인 그리핑크스를 배틀에서 사용한다.
22화에서 자신의 친구인 아이비가 자신의 곁을 떠나 나찬에게로 가자 배틀이 강제종료된 뒤 아이비에게 "네가 날 배신할 줄은 상상도 못했어."라고 말한 뒤 어둠의 그림자와 같이 떠난다.
23화에서는 그리폰을 고든에게 맡기고 타나토스와 더 깊은 어둠 속에 빠지게된다.브라이가 "널 믿고 있는 아이비의 마음을 왜 몰라주냐구!"라고 하자 "아이비의 마음?네가 아이비에 대해 뭘 안다는거야?"라고 말했다. 그리고 자신을 찾아온 브라이,승기와 배틀을 해서 이긴다.
24화에서는 어둠의 그림자가 케인의 몸 속으로 들어가게 되면서 나중에는 빼앗은 4대의 레전드 메카니멀을 가지고 나찬,마이트와 배틀을 해서 진 다음 어둠의 그림자가 나찬의 몸으로 들어가게 되면서 쓰러진다.
26회에서는 메카스타터를 이용해 나찬이 있는 곳으로 순간이동을 하며 나찬을 되돌리고 세계를 구해낸다.